# 雲 (みんなのうた)
「雲」（くも）は、1997年12月・1998年1月に、NHKの音楽番組『みんなのうた』で放送された楽曲。作詞：増田なつき、作曲：増田太郎、編曲：増田太郎・倉地雄志、歌：増田太郎。

## 概要
- 同番組でのアニメ映像は前田昭が製作を担当した。
- 同番組で使用されたアニメ映像には、犬とバイオリンを演奏するキャラクターが登場し、流れる雲を描いた。